# Premierzy Rumunii

## Księstwo Rumunii (1862–1881)
- tymczasowo

| #    | Imię i Nazwisko                         | Portret           | Kadencja             | Kadencja             | Partia polityczna | Partia polityczna         | Rząd |
| #    | Imię i Nazwisko                         | Portret           | Od                   | Do                   | Partia polityczna | Partia polityczna         | Rząd |
| ---- | --------------------------------------- | ----------------- | -------------------- | -------------------- | ----------------- | ------------------------- | ---- |
| 1    | Barbu Catargiu (1807–1862)              |                   | 15 lutego 1862       | 8 czerwca 1862       |                   | konserwatysta             | •    |
| –    | Apostol Arsache (1789–1869)             |                   | 8 czerwca 1862       | 23 czerwca 1862      |                   | konserwatysta             | •    |
| 2    | Nicolae Crețulescu (1812–1900)          |                   | 24 czerwca 1862      | 11 października 1863 |                   | umiarkowany liberał       | 1    |
| 3    | Mihail Kogălniceanu (1817–1891)         |                   | 11 października 1863 | 26 stycznia 1865     | •                 | umiarkowany liberał       |      |
| 4    | Constantin Bosianu (1815–1882)          |                   | 26 stycznia 1865     | 14 czerwca 1865      | •                 | umiarkowany liberał       |      |
| (2)  | Nicolae Crețulescu (1812–1900)          |                   | 14 czerwca 1865      | 11 lutego 1866       | 2                 | umiarkowany liberał       |      |
| 5    | Ion Ghica (1816–1897)                   |                   | 11 lutego 1866       | 10 maja 1866         | 1                 | umiarkowany liberał       |      |
| 6    | Lascăr Catargiu (1823–1899)             |                   | 11 maja 1866         | 13 lipca 1866        |                   | konserwatysta             | 1    |
| (5)  | Ion Ghica (1816–1897)                   |                   | 15 lipca 1866        | 21 lutego 1867       |                   | umiarkowany liberał       | 2    |
| 7    | Constantin Crețulescu (1809–1884)       |                   | 1 marca 1867         | 4 sierpnia 1867      |                   | radykalny liberał         | •    |
| 8    | Ștefan Golescu (1809–1874)              |                   | 17 sierpnia 1867     | 29 kwietnia 1868     | •                 | radykalny liberał         |      |
| 9    | Nicolae Golescu (1810–1877)             |                   | 1 maja 1868          | 15 listopada 1868    | •                 | radykalny liberał         |      |
| 10   | Dimitrie Ghica (1816–1897)              |                   | 16 listopada 1868    | 27 stycznia 1870     |                   | umiarkowany konserwatysta | •    |
| 11   | Alexandru Golescu (1819–1881)           |                   | 2 lutego 1870        | 18 kwietnia 1870     |                   | umiarkowany liberał       | •    |
| 12   | Manolache Costache Epureanu (1823–1880) |                   | 20 kwietnia 1870     | 14 grudnia 1870      |                   | konserwatysta             | 1    |
| (5)  | Ion Ghica (1816–1897)                   |                   | 18 grudnia 1870      | 11 marca 1871        |                   | umiarkowany liberał       | 3    |
| (6)  | Lascăr Catargiu (1823–1899)             |                   | 11 marca 1871        | 30 marca 1876        |                   | konserwatysta             | 2    |
| 13   | Ion Emanuel Florescu (1819–1893)        |                   | 4 kwietnia 1876      | 26 kwietnia 1876     | 1                 | konserwatysta             |      |
| (12) | Manolache Costache Epureanu (1823–1880) |                   | 27 kwietnia 1876     | 23 lipca 1876        |                   | PNL                       | 2    |
| 14   | Ion Brătianu (1821–1891)                |                   | 24 lipca 1876        | 24 listopada 1878    | 1                 | PNL                       |      |
| 14   | Ion Brătianu (1821–1891)                | 25 listopada 1878 | 10 lipca 1879        | 2                    |                   | PNL                       |      |
| 14   | Ion Brătianu (1821–1891)                | 11 lipca 1879     | 13 marca 1881        | 3                    |                   | PNL                       |      |

## Królestwo Rumunii
- tymczasowo

| #    | Imię i Nazwisko                          | Portret              | Kadencja             | Kadencja             | Partia polityczna | Partia polityczna | Rząd |
| #    | Imię i Nazwisko                          | Portret              | Od                   | Do                   | Partia polityczna | Partia polityczna | Rząd |
| ---- | ---------------------------------------- | -------------------- | -------------------- | -------------------- | ----------------- | ----------------- | ---- |
| (14) | Ion Brătianu (1821–1891)                 |                      | 13 marca 1881        | 9 kwietnia 1881      |                   | PNL               | 3    |
| 15   | Dimitrie Brătianu (1818–1892)            |                      | 10 kwietnia 1881     | 8 czerwca 1881       | •                 | PNL               |      |
| (14) | Ion Brătianu (1821–1891)                 |                      | 9 czerwca 1881       | 20 marca 1888        | 4                 | PNL               |      |
| 16   | Theodor Rosetti (1837–1932)              |                      | 23 marca 1888        | 11 listopada 1888    |                   | PC                | 1    |
| 16   | Theodor Rosetti (1837–1932)              | 12 listopada 1888    | 22 marca 1889        | 2                    |                   | PC                |      |
| (6)  | Lascăr Catargiu (1823–1899)              |                      | 29 marca 1889        | 3 listopada 1889     | 3                 | PC                |      |
| 17   | Gheorghe Manu (1833–1911)                |                      | 5 listopada 1889     | 15 lutego 1891       | •                 | PC                |      |
| (13) | Ion Emanuel Florescu (1819–1893)         |                      | 21 lutego 1891       | 26 listopada 1891    | 2                 | PC                |      |
| (6)  | Lascăr Catargiu (1823–1899)              |                      | 27 listopada 1891    | 3 października 1895  | 4                 | PC                |      |
| 18   | Dimitrie Sturdza (1833–1914)             |                      | 4 października 1895  | 21 listopada 1896    |                   | PNL               | 1    |
| 19   | Petre S. Aurelian (1833–1909)            |                      | 21 listopada 1896    | 26 marca 1897        | 1                 | PNL               |      |
| (18) | Dimitrie Sturdza (1833–1914)             |                      | 31 marca 1897        | 30 marca 1899        | 2                 | PNL               |      |
| 20   | Gheorghe Grigore Cantacuzino (1833–1913) |                      | 11 kwietnia 1899     | 6 lipca 1900         |                   | PC                | 1    |
| 21   | Petre P. Carp (1837–1919)                |                      | 7 lipca 1900         | 13 lutego 1901       | 1                 | PC                |      |
| (18) | Dimitrie Sturdza (1833–1914)             |                      | 14 lutego 1901       | 20 grudnia 1904      |                   | PNL               | 3    |
| (20) | Gheorghe Grigore Cantacuzino (1833–1913) |                      | 22 grudnia 1904      | 12 marca 1907        |                   | PC                | 2    |
| (18) | Dimitrie Sturdza (1833–1914)             |                      | 12 marca 1907        | 27 grudnia 1908      |                   | PNL               | 4    |
| 22   | Ion I.C. Brătianu (1864–1927)            |                      | 27 grudnia 1908      | 4 marca 1909         | 1                 | PNL               |      |
| 22   | Ion I.C. Brătianu (1864–1927)            | 4 marca 1909         | 28 grudnia 1910      | 2                    |                   | PNL               |      |
| (21) | Petre P. Carp (1837–1919)                |                      | 29 grudnia 1910      | 27 marca 1912        |                   | PC                | 2    |
| 23   | Titu Maiorescu (1840–1917)               |                      | 28 marca 1912        | 14 października 1912 | 1                 | PC                |      |
| 23   | Titu Maiorescu (1840–1917)               | 14 października 1912 | 31 grudnia 1913      | 2                    |                   | PC                |      |
| (22) | Ion I.C. Brătianu (1864–1927)            |                      | 4 stycznia 1914      | 10 grudnia 1916      |                   | PNL               | 3    |
| (22) | Ion I.C. Brătianu (1864–1927)            | 11 grudnia 1916      | 28 stycznia 1918     | 4                    |                   | PNL               |      |
| 24   | Alexandru Averescu (1859–1938)           |                      | 29 stycznia 1918     | 4 marca 1918         |                   | wojskowy          | 1    |
| 25   | Alexandru Marghiloman (1854–1925)        |                      | 5 marca 1918         | 23 października 1918 |                   | PC                | •    |
| 26   | Constantin Coandă (1857–1932)            |                      | 24 października 1918 | 28 listopada 1918    |                   | wojskowy          | •    |
| (22) | Ion I.C. Brătianu (1864–1927)            |                      | 29 listopada 1918    | 26 września 1919     |                   | PNL               | 5    |
| 27   | Artur Văitoianu (1864–1956)              |                      | 27 września 1919     | 30 listopada 1919    |                   | wojskowy          | •    |
| 28   | Alexandru Vaida-Voevod (1872–1950)       |                      | 1 grudnia 1919       | 12 marca 1920        |                   | PNR               | 1    |
| (24) | Alexandru Averescu (1859–1938)           |                      | 13 marca 1920        | 16 grudnia 1921      |                   | PP                | 2    |
| 29   | Take Ionescu (1858–1922)                 |                      | 17 grudnia 1921      | 19 stycznia 1922     |                   | PCD               | 1    |
| (22) | Ion I.C. Brătianu (1864–1927)            |                      | 19 stycznia 1922     | 29 marca 1926        |                   | PNL               | 6    |
| (24) | Alexandru Averescu (1859–1938)           |                      | 30 marca 1926        | 4 czerwca 1927       |                   | PP                | 3    |
| 30   | Barbu Știrbey (1873–1946)                |                      | 4 czerwca 1927       | 20 czerwca 1927      |                   | bezpartyjny       | •    |
| (22) | Ion I.C. Brătianu (1864–1927)            |                      | 21 czerwca 1927      | 24 listopada 1927    |                   | PNL               | 7    |
| 31   | Vintilă Brătianu (1867–1930)             |                      | 24 listopada 1927    | 9 listopada 1928     | •                 | PNL               |      |
| 32   | Iuliu Maniu (1873–1953)                  |                      | 10 listopada 1928    | 6 czerwca 1930       |                   | PNȚ               | 1    |
| 33   | Gheorghe Mironescu (1874–1949)           |                      | 7 czerwca 1930       | 12 czerwca 1930      | 1                 | PNȚ               |      |
| (32) | Iuliu Maniu (1873–1953)                  |                      | 13 czerwca 1930      | 9 października 1930  | 2                 | PNȚ               |      |
| (33) | Gheorghe Mironescu (1874–1949)           |                      | 10 października 1930 | 17 kwietnia 1931     | 2                 | PNȚ               |      |
| 34   | Nicolae Iorga (1871–1940)                |                      | 18 kwietnia 1931     | 5 czerwca 1932       |                   | PND               | •    |
| (28) | Alexandru Vaida-Voevod (1872–1950)       |                      | 6 czerwca 1932       | 10 sierpnia 1932     |                   | PNȚ               | 2    |
| (28) | Alexandru Vaida-Voevod (1872–1950)       | 11 sierpnia 1932     | 19 października 1932 | 3                    |                   | PNȚ               |      |
| (32) | Iuliu Maniu (1873–1953)                  |                      | 20 października 1932 | 13 stycznia 1933     | 3                 | PNȚ               |      |
| (28) | Alexandru Vaida-Voevod (1872–1950)       |                      | 14 stycznia 1933     | 13 listopada 1933    | 4                 | PNȚ               |      |
| 35   | Ion Duca (1879–1933)                     |                      | 14 listopada 1933    | 29 grudnia 1933      |                   | PNL               | •    |
| –    | Constantin Anghelescu (1870–1948)        |                      | 29 grudnia 1933      | 3 stycznia 1934      | PNL               |                   | •    |
| 36   | Gheorghe Tătărescu (1886–1957)           |                      | 4 stycznia 1934      | 1 października 1934  | PNL               | 1                 |      |
| 36   | Gheorghe Tătărescu (1886–1957)           | 2 października 1934  | 28 sierpnia 1936     | 2                    | PNL               |                   |      |
| 36   | Gheorghe Tătărescu (1886–1957)           | 29 sierpnia 1936     | 14 listopada 1937    | 3                    | PNL               |                   |      |
| 36   | Gheorghe Tătărescu (1886–1957)           | 17 listopada 1937    | 28 grudnia 1937      | 4                    | PNL               |                   |      |
| 37   | Octavian Goga (1881–1938)                |                      | 29 grudnia 1937      | 10 lutego 1938       |                   | PNC               | •    |
| 38   | Miron Cristea (1868–1939)                |                      | 11 lutego 1938       | 29 marca 1938        |                   | bezpartyjny       | 1    |
| 38   | Miron Cristea (1868–1939)                | 30 marca 1938        | 31 stycznia 1939     | 2                    |                   | bezpartyjny       |      |
| 38   | Miron Cristea (1868–1939)                | 1 lutego 1939        | 6 marca 1939         | 3                    |                   | bezpartyjny       |      |
| 39   | Armand Călinescu (1893–1939)             |                      | 7 marca 1939         | 21 września 1939     |                   | FRN               | •    |
| 40   | Gheorghe Argeșanu (1883–1940)            |                      | 21 września 1939     | 28 września 1939     |                   | wojskowy          | •    |
| 41   | Constantin Argetoianu (1871–1952)        |                      | 28 września 1939     | 23 listopada 1939    |                   | FRN               | •    |
| (36) | Gheorghe Tătărescu (1886–1957)           |                      | 24 listopada 1939    | 10 maja 1940         | 5                 | FRN               |      |
| (36) | Gheorghe Tătărescu (1886–1957)           | 11 maja 1940         | 3 lipca 1940         | 6                    |                   | FRN               |      |
| 42   | Ion Gigurtu (1886–1959)                  |                      | 4 lipca 1940         | 4 września 1940      | •                 | FRN               |      |
| 43   | Ion Antonescu (1882–1946)                |                      | 4 września 1940      | 14 września 1940     |                   | wojskowy          | 1    |
| 43   | Ion Antonescu (1882–1946)                | 14 września 1940     | 24 stycznia 1941     | 2                    |                   | wojskowy          |      |
| 43   | Ion Antonescu (1882–1946)                | 27 stycznia 1941     | 23 sierpnia 1944     | 3                    |                   | wojskowy          |      |
| 44   | Constantin Sănătescu (1885–1947)         |                      | 23 sierpnia 1944     | 3 listopada 1944     | 1                 | wojskowy          |      |
| 44   | Constantin Sănătescu (1885–1947)         | 4 listopada 1944     | 5 grudnia 1944       | 2                    |                   | wojskowy          |      |
| 45   | Nicolae Rădescu (1874–1953)              |                      | 6 grudnia 1944       | 28 lutego 1945       | •                 | wojskowy          |      |
| 46   | Petru Groza (1884–1958)                  |                      | 6 marca 1945         | 30 listopada 1946    |                   | FP                | 1    |
| 46   | Petru Groza (1884–1958)                  | 1 grudnia 1946       | 29 grudnia 1947      | 2                    |                   | FP                |      |

## Rumuńska Republika Ludowa/Socjalistyczna Republika Rumunii
| #    | Imię i Nazwisko                    | Portret          | Kadencja            | Kadencja         | Partia polityczna | Partia polityczna | Rząd |
| #    | Imię i Nazwisko                    | Portret          | Od                  | Do               | Partia polityczna | Partia polityczna | Rząd |
| ---- | ---------------------------------- | ---------------- | ------------------- | ---------------- | ----------------- | ----------------- | ---- |
| (46) | Petru Groza (1884–1958)            |                  | 30 grudnia 1947     | 14 kwietnia 1948 |                   | FP                | 3    |
| (46) | Petru Groza (1884–1958)            | 15 kwietnia 1948 | 2 czerwca 1952      | 4                |                   | FP                |      |
| 47   | Gheorghe Gheorghiu-Dej (1901–1965) |                  | 2 czerwca 1952      | 28 stycznia 1953 | PMR               | 1                 |      |
| 47   | Gheorghe Gheorghiu-Dej (1901–1965) | 28 stycznia 1953 | 4 października 1955 | 2                | PMR               |                   |      |
| 48   | Chivu Stoica (1908–1975)           |                  | 4 października 1955 | 19 marca 1957    | PMR               | 1                 |      |
| 48   | Chivu Stoica (1908–1975)           | 20 marca 1957    | 20 marca 1961       | 2                | PMR               |                   |      |
| 49   | Ion Gheorghe Maurer (1902–2000)    |                  | 21 marca 1961       | 17 marca 1965    | PCR               | 1                 |      |
| 49   | Ion Gheorghe Maurer (1902–2000)    | 18 marca 1965    | 20 sierpnia 1965    | 2                | PCR               |                   |      |
| 49   | Ion Gheorghe Maurer (1902–2000)    | 21 sierpnia 1965 | 8 grudnia 1967      | 3                | PCR               |                   |      |
| 49   | Ion Gheorghe Maurer (1902–2000)    | 9 grudnia 1967   | 12 marca 1969       | 4                | PCR               |                   |      |
| 49   | Ion Gheorghe Maurer (1902–2000)    | 13 marca 1969    | 27 lutego 1974      | 5                | PCR               |                   |      |
| 50   | Manea Mănescu (1916–2009)          |                  | 27 lutego 1974      | 18 marca 1975    | PCR               | 1                 |      |
| 50   | Manea Mănescu (1916–2009)          | 18 marca 1975    | 30 marca 1979       | 2                | PCR               |                   |      |
| 51   | Ilie Verdeț (1925–2001)            |                  | 30 marca 1979       | 29 marca 1980    | PCR               | 1                 |      |
| 51   | Ilie Verdeț (1925–2001)            | 29 marca 1980    | 20 maja 1982        | 2                | PCR               |                   |      |
| 52   | Constantin Dăscălescu (1923–2003)  |                  | 21 maja 1982        | 28 marca 1985    | PCR               | 1                 |      |
| 52   | Constantin Dăscălescu (1923–2003)  | 29 marca 1985    | 22 grudnia 1989     | 2                | PCR               |                   |      |

## Rumunia
- tymczasowo

| #    | Imię i Nazwisko                    | Portret          | Kadencja             | Kadencja          | Partia polityczna | Partia polityczna | Rząd        |
| #    | Imię i Nazwisko                    | Portret          | Od                   | Do                | Partia polityczna | Partia polityczna | Rząd        |
| ---- | ---------------------------------- | ---------------- | -------------------- | ----------------- | ----------------- | ----------------- | ----------- |
| 53   | Petre Roman (ur. 1946)             |                  | 26 grudnia 1989      | 28 czerwca 1990   |                   | FSN               | 1           |
| 53   | Petre Roman (ur. 1946)             | 28 czerwca 1990  | 30 kwietnia 1991     | 2                 |                   | FSN               |             |
| 53   | Petre Roman (ur. 1946)             | 30 kwietnia 1991 | 16 października 1991 | 3                 |                   | FSN               |             |
| 54   | Theodor Stolojan (ur. 1943)        |                  | 16 października 1991 | 19 listopada 1992 | •                 | FSN               |             |
| 55   | Nicolae Văcăroiu (ur. 1943)        |                  | 20 listopada 1992    | 11 grudnia 1996   |                   | PDSR              | •           |
| 56   | Victor Ciorbea (ur. 1954)          |                  | 19 grudnia 1996      | 30 marca 1998     |                   | PNȚCD             | •           |
| –    | Gavril Dejeu (ur. 1932)            |                  | 30 marca 1998        | 17 kwietnia 1998  |                   | PNȚCD             | •           |
| 57   | Radu Vasile (1942–2013)            |                  | 18 kwietnia 1998     | 13 grudnia 1999   |                   | PNȚCD             | •           |
| –    | Alexandru Athanasiu (ur. 1955)     |                  | 13 grudnia 1999      | 22 grudnia 1999   |                   | PSDR              | •           |
| 58   | Mugur Isărescu (ur. 1949)          |                  | 22 grudnia 1999      | 28 grudnia 2000   |                   | bezpartyjny       | •           |
| 59   | Adrian Năstase (ur. 1950)          |                  | 28 grudnia 2000      | 21 grudnia 2004   |                   | PDSR/PSD          | •           |
| –    | Eugen Bejinariu (ur. 1959)         |                  | 21 grudnia 2004      | 28 grudnia 2004   | PSD               |                   | •           |
| 60   | Călin Popescu-Tăriceanu (ur. 1952) |                  | 29 grudnia 2004      | 5 kwietnia 2007   |                   | PNL               | 1           |
| 60   | Călin Popescu-Tăriceanu (ur. 1952) | 5 kwietnia 2007  | 22 grudnia 2008      | 2                 |                   | PNL               |             |
| 61   | Emil Boc (ur. 1966)                |                  | 22 grudnia 2008      | 23 grudnia 2009   |                   | PDL               | 1           |
| 61   | Emil Boc (ur. 1966)                | 23 grudnia 2009  | 6 lutego 2012        | 2                 |                   | PDL               |             |
| –    | Cătălin Predoiu (ur. 1968)         |                  | 6 lutego 2012        | 2                 | 9 lutego 2012     |                   | bezpartyjny |
| 62   | Mihai Răzvan Ungureanu (ur. 1968)  |                  | 9 lutego 2012        | 7 maja 2012       | bezpartyjny       | •                 |             |
| 63   | Victor Ponta (ur. 1972)            |                  | 7 maja 2012          | 21 grudnia 2012   |                   | PSD               | 1           |
| 63   | Victor Ponta (ur. 1972)            | 21 grudnia 2012  | 26 lutego 2014       | 2                 |                   | PSD               |             |
| 63   | Victor Ponta (ur. 1972)            | 5 marca 2014     | 17 grudnia 2014      | 3                 |                   | PSD               |             |
| 63   | Victor Ponta (ur. 1972)            | 17 grudnia 2014  | 22 czerwca 2015      | 4                 |                   | PSD               |             |
| –    | Gabriel Oprea (ur. 1961)           |                  | 22 czerwca 2015      | 4                 | 9 lipca 2015      |                   | UNPR        |
| (63) | Victor Ponta (ur. 1972)            |                  | 9 lipca 2015         | 4                 | 29 lipca 2015     |                   | PSD         |
| –    | Gabriel Oprea (ur. 1961)           |                  | 29 lipca 2015        | 4                 | 10 sierpnia 2015  |                   | UNPR        |
| (63) | Victor Ponta (ur. 1972)            |                  | 10 sierpnia 2015     | 4                 | 5 listopada 2015  |                   | PSD         |
| –    | Sorin Cîmpeanu (ur. 1968)          |                  | 5 listopada 2015     | 4                 | 17 listopada 2015 |                   | ALDE        |
| 64   | Dacian Cioloș (ur. 1969)           |                  | 17 listopada 2015    | 4 stycznia 2017   |                   | bezpartyjny       | •           |
| 65   | Sorin Grindeanu (ur. 1973)         |                  | 4 stycznia 2017      | 29 czerwca 2017   |                   | PSD               | •           |
| 66   | Mihai Tudose (ur. 1967)            |                  | 29 czerwca 2017      | 15 stycznia 2018  | •                 | PSD               |             |
| –    | Mihai-Viorel Fifor (ur. 1970)      |                  | 16 stycznia 2018     | 29 stycznia 2018  | •                 | PSD               |             |
| 67   | Viorica Dăncilă (ur. 1963)         |                  | 29 stycznia 2018     | 4 listopada 2019  | PSD               | •                 |             |
| 68   | Ludovic Orban (ur. 1963)           |                  | 4 listopada 2019     | 14 marca 2020     |                   | PNL               | 1           |
| 68   | Ludovic Orban (ur. 1963)           | 14 marca 2020    | 7 grudnia 2020       | 2                 |                   | PNL               |             |
| –    | Nicolae Ciucă (ur. 1967)           |                  | 7 grudnia 2020       | 2                 | 23 grudnia 2020   | PNL               |             |
| 69   | Florin Cîțu (ur. 1972)             |                  | 23 grudnia 2020      | 25 listopada 2021 | •                 | PNL               |             |
| 70   | Nicolae Ciucă (ur. 1967)           |                  | 25 listopada 2021    | 12 czerwca 2023   | •                 | PNL               |             |
| –    | Cătălin Predoiu (ur. 1968)         |                  | 12 czerwca 2023      | 15 czerwca 2023   | •                 | PNL               |             |
| 71   | Marcel Ciolacu (ur. 1967)          |                  | 15 czerwca 2023      | 23 grudnia 2024   |                   | PSD               | 1           |
| 71   | Marcel Ciolacu (ur. 1967)          | 23 grudnia 2024  | 6 maja 2025          | 2                 |                   | PSD               |             |
| –    | Cătălin Predoiu (ur. 1968)         |                  | 6 maja 2025          | 2                 | 23 czerwca 2025   |                   | PNL         |
| 72   | Ilie Bolojan (ur. 1969)            |                  | 23 czerwca 2025      |                   | PNL               | •                 |             |